# Milan Krušič
Milan Krušič - Dr.Evil, slovenski pevec, skladatelj, * 22. april 1965, Ljubljana.
Od leta 1985 je bil član skupine Lene kosti, ko pa jih je leta 2012 zapustil, je ustvaril svoj heavy metal bend, ki nosi ime po njem - Dr.Evil.  Vmes je bil tudi pevec speed metal benda Turbo (1987-89).
Ustvarja in dela predvsem v tujini, glasbo pa izdaja pri tuji glasbeni založbi No Remorse Records 
Konec leta 2013 so nastopili tudi v avstrijskem mestu Gradec 